# 丹羽隆昭
丹羽 隆昭（にわ たかあき、1944年10月5日 - ）は、日本のアメリカ文学者。文学博士（京都大学・2001年）。京都大学名誉教授。関西外国語大学教授。

## 来歴
名古屋市生まれ。1967年南山大学文学部英文科卒、1972年京都大学大学院文学研究科博士課程満期退学。1977年インディアナ大学大学院修士課程修了。南山大学助教授、京都大学総合人間学部助教授、人間・環境学研究科教授。2001年「恐怖の自画像 ホーソーンと「許されざる罪」」で京都大学より文学博士の学位を取得。2008年定年退任、名誉教授、関西外国語大学教授。

## 著書
- 『恐怖の自画像 ホーソーンと「許されざる罪」』（英宝社） 2000
- 『クルマが語る人間模様 二十世紀アメリカ古典小説再訪』（開文社出版） 2007

### 共編著
- 『アメリカ文学のミニマム・エッセンシャルズ』（町田哲司, 柏原和子, 松原陽子共編著、大阪教育図書） 2012

## 翻訳
- 『英米文学用語辞典』（マーティン・グレイ、ニューカレントインターナショナル） 1990
- 『リムーヴァルズ 先住民と十九世紀アメリカ作家たち』（ルーシー・マドックス、監訳、開文社出版） 1998
- 『蜘蛛の呪縛 ホーソーンとその親族』（グロリア・C・アーリッヒ、大場厚志, 中村栄造共訳、開文社出版） 2001